# Юлиана фон Насау-Диленбург (1565–1630)
Вижте пояснителната страница за други личности с името Юлиана фон Насау-Диленбург.
Юлиана фон Насау-Диленбург (на немски: Juliana von Nassau-Dillenburg; * 6 октомври 1565, Диленбург, Хесен; † 4 октомври 1630, Хунген, Хесен) е графиня от Насау-Диленбург и чрез женитби вилд- и райнграфиня Салм-Даун и графиня на Золмс-Браунфелс.

## Произход
Тя е втората дъщеря на граф Йохан VI „Стари“ фон Насау-Диленбург (1536 – 1606) и първата му съпруга Елизабет фон Лойхтенберг (1537 – 1579), дъщеря на ландграф Георг фон Лойхтенбергг и Барбара фон Бранденбург-Ансбах-Кулмбах.

## Фамилия
Юлиана се омъжва два пъти.
Първи брак: на 24 април 1588 г. с вилд и райнграф Адолф Хайнрих фон Салм-Даун (* 1557; † 20 февруари 1606), най-малкият син на вилд-рейнграф Филип Франц фон Залм-Даун-Нойфвил (1518 – 1561) и графиня Мария Египтиака фон Йотинген-Йотинген (1520 – 1559). Той е брат на Йохан Филип II (1545 – 1569), Фридрих фон Залм-Нойфвил (1547 – 1608) и Йохан Кристоф фон Даун-Грумбах (1555 – 1585). Те имат децата:
- Йохан Филип (1589 – 1591)
- Волфганг Фридрих (1589 – 1638), женен I. ок. 1619 г. за графиня Елизабет фон Золмс-Браунфелс (1593 – 1637), дъщеря на граф Йохан Албрехт I фон Золмс-Браунфелс; II. за графиня Йохана фон Ханау-Мюнценберг (1610 – 1673), дъщеря на граф Албрехт фон Ханау-Мюнценберг
- Йохан Конрад († 1625)
- Елизабет (* 13 март 1593, Даун; † 13 януари 1656, Диленбург), омъжена I. 1615 г. за граф Филип Лудвиг I фон Изенбург-Бюдинген († 1615, в дуел); II. 1621 г. за граф Райнхард фон Золмс-Браунфелс († 1630); III. 1653 г. за княз Лудвиг Хайнрих фон Насау-Диленбург († 1662)
- Юлиана Урсула (1595 – млада)
- Анна Мария (1596 – 1597)
- Адолф (1597 – 1599)
- Доротея Амалия (1598 – ?)
- Маргарета Сибила (1599 – млада)
- Анна Катарина (1601 – млада)

Втори брак: на 8 февруари 1619 г. в Зимерн с граф Йохан Албрехт I фон Золмс-Браунфелс (* 1563; † 14 май 1623). Тя е втората му съпруга. Бракът е бездетен.